# Skagerrakbanan
Skagerrakbanan är en planerad järnväg för höghastighetståg mellan Göteborg och Oslo. Projektet leds av konsortiet Transportkorridor Skagerrak som består av kommuner i Bohuslän och Østfold fylke, med Anders Brunberg som projektledare. Om byggd, kommer den att vara dubbelspårig och 256 kilometer lång på betongpelare mellan 7 och 20 meter i höjd.
Skanska har tagit fram en rapport angående brobanor som anges varit främjande för beslutet. Projektet lades fram 2020, men det kritiserades som orealistiskt och med otillräckliga uppgifter och kommunikation, med en högsta hastighet på 400 km/h och en budget på 100 miljarder kronor, finansierad bland annat genom lån från den Europeiska och den Nordiska investeringsbanken. Munkedals kommun lämnade projektet februari 2023 och därefter lämnade också Lysekils kommun. Webbsidan för Skagerrakbanan är numera inte längre tillgänglig, och Facebook-sidan har inte uppdaterats sedan 29 maj 2023.